# Lange zonnedauw
De lange zonnedauw (Drosera anglica) is een overblijvende, vleesetende plant uit de zonnedauwfamilie (Droseraceae). 

## Kenmerken
De plant wordt 5-20 cm hoog en vormt een bladrozet. De langgesteelde bladeren zijn opstaand en langwerpig tot lancetvormig met de grootste breedte boven het midden. Op de bladeren zitten talrijke, kleverige, klierweefsel bevattende, haardunne rode tentakels. Hiermee vangt de plant kleine insecten, zoals Simuliidae. Het blad rolt om het insect heen en scheidt verteringsenzymen uit. De hierbij vrijkomende voedingsstoffen (onder andere stikstof) wordt door de plant opgenomen.
De plant loopt in het voorjaar uit en bloeit in juli en augustus met drie tot acht witte bloemen, die alleen bij zonneschijn opengaan. De bloeiwijze is een schicht. De plant is zowel een zelfbestuiver als een kruisbestuiver. De doosvrucht is gegroefd en bevat zeer veel, kleine zaadjes. In de vroege herfst gaat de plant in winterrust.

## Ecologie
De lange zonnedauw komt voor aan de rand van levend hoogveen met opstijgend, iets mineraalhoudend water en in blauwgraslanden.

## Verspreiding
Ze staat op de  Nederlandse Rode Lijst van planten als zeer zeldzaam en zeer sterk afgenomen. De lange zonnedauw komt in Nederland nog voor in Drenthe, zoals in het Bargerveen. De soort is uitgestorven in Vlaanderen. Deze soort is in Nederland wettelijk beschermd. Ze komt van nature voor op het noordelijk halfrond: in Europa, Noord-Amerika en Japan.

## Synoniem
Een synoniem is Drosera longifolia L. (1753): een naam waarvan in de ICBN vastgelegd is dat die niet gebruikt mag worden.

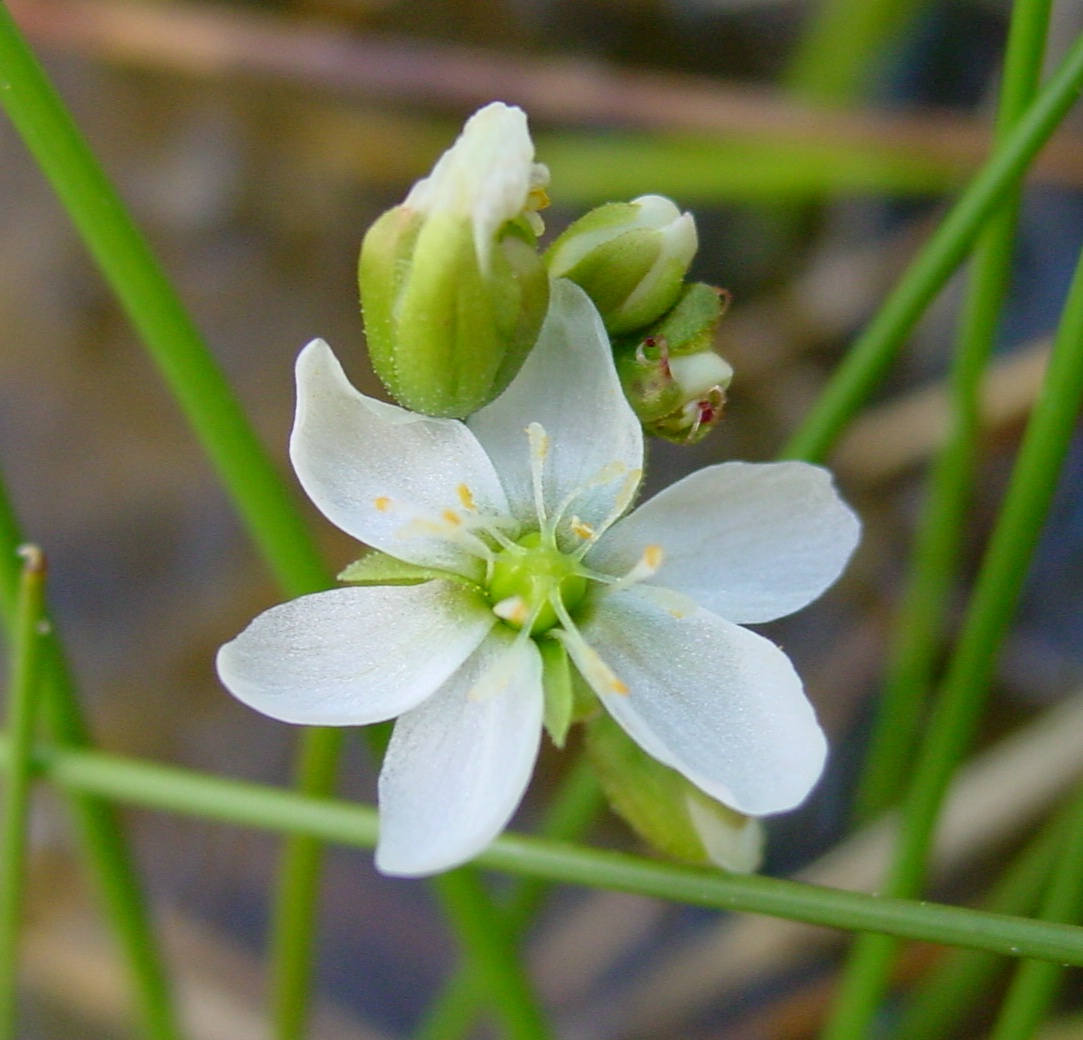
bloemen